# Nanashi no Game: Me
Nanashi no Game: Me (jap. ナナシ ノ ゲエム 目 Nanashi no Geemu Me) – gra komputerowa z gatunku survival horror na konsolę Nintendo DS wyprodukowana przez Epics i wydana 27 sierpnia 2009 roku przez Square Enix. Opowiada historię studenta antropologii na Nanto Univesity poznającego dwie przeklęte gry, ośmiobitowe RPG oraz platformówkę. Tytuł nawiązuje do lewego oka głównego bohatera, reprezentowanego przez górny ekran konsoli, pozwalającego zobaczyć rzeczy pozostawione (i ukryte) przez klątwę.
Gra została wydana wyłącznie na rynku japońskim.

## Rozgrywka
Podobnie jak w oryginalnym Nanashi no Game występują tutaj dwa tryby rozgrywki. Pierwszy tryb jest ukazany w widoku 3D i odzwierciedla widok z oczu naszego bohatera. Poruszamy się w nim po prawdziwym świecie i szukamy rzeczy koniecznych do ukończenia danego etapu. Drugim trybem są krótkie sekwencje w ośmiobitowym RPG oraz platformówce. Zwykle trwają one od kilkudziesięciu sekund do kilku minut, a zadaniem gracza jest wypełnienie poleceń NPC, znalezienie przedmiotów, bądź w przypadku platformówki dotarcie do wyjścia z poziomu.